# 如来教

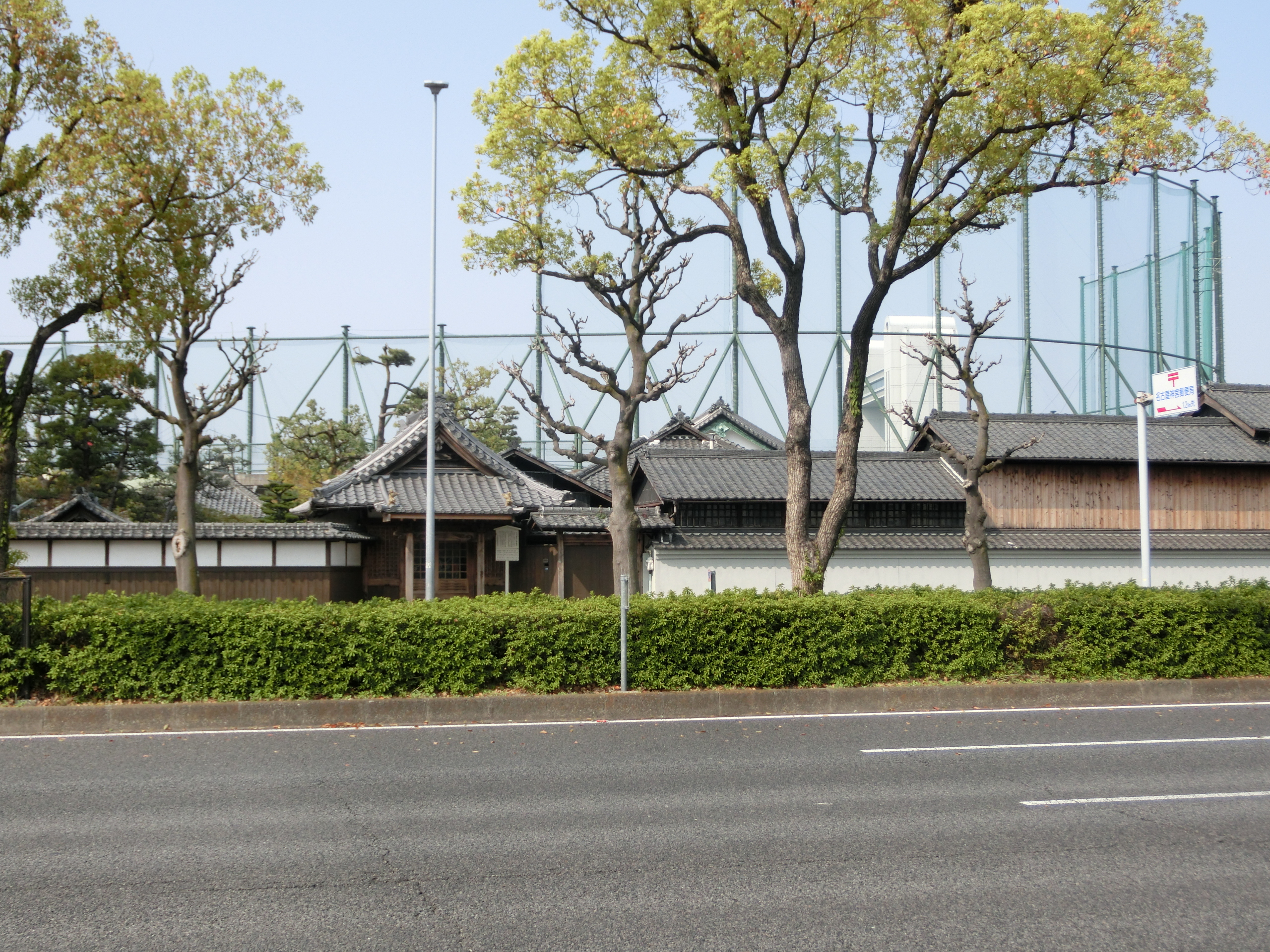
如来宗の本山となっている青大悲寺

如来教（にょらいきょう）は、江戸時代、享和2年（1802年）に尾張国愛知郡熱田の農夫長四郎の三女きの（喜之。きの女。宝暦6年（1756年） - 文政9年（1826年）。一尊如来きの）が神懸かりを受けて開いた宗教である。

## 概要
石橋智信によれば、この宗教そのものに呼び名は無く、教祖の自称から石橋は「一尊教」と呼んだ。日本の宗教には珍しく「原罪」という概念を持つ。
船乗りの間で信仰される「金毘羅」が如来の使いであるとし、これを中心とした信仰がなされる。

## 沿革
教祖きのが道を説き始めてから9年目に「御綴り連」なる5人の速記役がつき、教祖の説法を記録した「御経様」という速記録が作られ、経典となっている。「御経様」はきのの説法の速記という性格上、名古屋弁そのままで記された特異な形式を持っており、266巻にのぼる。速記役の筆頭は尾張侯の右筆速水三郎氏芳であった。
創設当初は尾張藩士の入信が相次ぎ、関東まで教勢を伸ばした。しかし、文政3年（1820年）にきのが尾張藩より取調べを受けた。
教義は神観においては、自己の神である「如来」について、「諸仏といふと如来といふは段のちがつたものでござる」、「神々といふは皆、如来様に仕はれさつせる様なもの」というように、神道の諸神、仏教の諸仏の上にあるものとし、またこの世の創造神、摂理神であるとした。
「如来」が全能であることについて、「如来様は皆知つてをらせる。御主達の腹の中の筋、灸所まで皆御存知じでや」、「それ御主達の身分のことはどふでもかうでもなされて下される如来様でやぞや」といい、全能の如来にいっさいを任せ安心を得るべきであると説く。
また経典の随所で、愛の神を説いてやむことを知らない。
人間観においてこの身このままでは救いが無いことを、「義人あるなし一人もあるなし」、「えいやつ等といふは一人もをりはせぬ」といい、救いは自力の工夫勘考利口才覚では間に合わないという。救わねばならないのが愛の神であると説き、神は直接出てこの世の人を救うことはできず、ここで教祖が神の付託を受けてこの世の人を救うべく現われた。
3000年前、如来は人の救いを釈迦に託したが、釈迦の死後3000年幾人の人が救われたか、釈迦の大たわけめ、と熱弁をふるった。
そこでこのたびは貴人でもなく男性でもない女性を選んで道を説かせ、救いをあまねくしようと如来が試みられたとする。
教祖は死に臨んで、神経痛のための苦痛のなかで「さうでやさうでや、みんなの苦しみをおれ一人して引請るのでや」、「我身一分ならこんなくるしみはないがみんなの苦しみを己一人して苦しむのでや」と言葉しながら世を去った。
その後、きのは文政9年（1826年）に没し、跡を武蔵国川越から来た菊という女性が継いだ。
彼女は明治7年（1874年）まで庵主を務めたが、その最中の安政5年（1858年）には尾張藩より布教差し止めが出て、建造物は破壊、土地などは尾張藩御預かりとなった。その理由は、神道、仏教、何れでもない教義を説き、「お水」を治病行為に使用していたことから、キリシタンとの嫌疑が掛けられたからである。
その後、明治6年（1873年）に廃寺届けを出すが、明治9年（1876年）に曹洞宗の僧侶であった小寺大拙が39歳で入信し、これを中興。その際、禅宗の儀式が移入され、曹洞宗を上部団体とした。明治17年（1884年）に名称を曹洞宗法持寺説教所鉄地蔵堂とした。1929年（昭和4年）には「一尊教団」が分離し、金沢に拠点を置いた。戦後宗教法人法による単立宗教法人となり、宗教法人如来宗（1952年（昭和27年））、宗教法人如来教（1962年（昭和37年）～）と改称した。

## 所在地
現在の本部は愛知県名古屋市熱田区旗屋1-10-39。登和山青大悲寺。

## 文化財
- 鋳鉄地蔵菩薩立像（青大悲寺蔵。愛知県指定文化財）[1]。

## 参考・出典
- 一尊如来きの『お経様　民衆宗教の聖典・如来教』村上重良校注、平凡社東洋文庫、のちワイド版
- 石橋智信『隠れたる日本のメシア教』　宗教研究
- 井上順孝ほか『新宗教事典』弘文堂 ISBN 4335160259